# 硬鰭豹鰨
硬鰭豹鰨為輻鰭魚綱鰈形目鰨亞目鰨科的其中一種，為熱帶魚類，分布於亞洲印尼及大洋洲巴布亞紐幾內亞及澳洲北部淡水及半鹹水域，體長可達7公分，棲息在溪流、河口區底層水域，生活習性不明。

## 扩展阅读
維基物種上的相關：硬鰭豹鰨